# 林山石佛堂
林山石佛堂，位于中国河北省石家庄市东、西林山，为石家庄市平山县的一个省级文物保护单位，类型为石窟寺，公布时间为1982年7月23日。
林山石佛堂的历史年代为宋、明。